# Nordby
Nordby är en bebyggelse i Hogdals socken i Strömstads kommun i Bohuslän. Nordby ligger nära riksgränsen till Norge. I södra delen av byn finns Nordby Shoppingcenter. Det är ett stort köpcentrum som inriktar sig på gränshandel. Vid SCB:s småortsavgränsning 2020, men ej längre 2023, avgränsades bebyggelse kring köpcentret till en småort.